# Aglossochloris correspondens
Aglossochloris correspondens là một loài bướm đêm trong họ Geometridae.